# Grad Stari Rožek
Grad Stari Rožek (ruševine), imenovan tudi nemško Altrosegg, oziroma ruševine nekdanjega gradu Rožek ležijo na skalnatem hribu sredi živalskega vrta Rožek, ki vključuje grajski hrib, in so pod spomeniško zaščito, jugovzhodno od istoimenskega kraja. Od nekoč obsežnega in posebej utrjenega kompleksa so se ohranili le skromni ostanki. Verjetno je bil zgrajen v drugi polovici 12. ali začetku 13. stoletja in se je ohranil vse do začetka 19. stoletja kot višinski grad na koroškem Rožu. 

## Zgodovina
Rožeški grajski hrib je bil verjetno tretja lokacija sedeža gospodov iz Roža, vplivne in visoko svobodne koroške plemiške rodbine. Gospodje iz Roža so bili tudi ministerijali Štajerskih in simpatizerji koroških vojvod ter so najprej živeli na gradu na Gračenici na severnem pobočju Karavank, od katerega je danes ostalo le nekaj ostankov, kasneje pa na gradu Rož blizu Šentjakoba v Rožu, ki je bil v dokumentih prvič omenjen leta 1171 in zapuščen med letoma 1309 in 1317. Takrat, leta 1171 so se že imenovali gospodje z Rožeka (ali Raseka), grad v Rožeku pa je bil prvič omenjen v listini leta 1239. Po njih je dobila ime tudi dolina Rož. Zaradi pretiranega izkoriščanja pravice do varnega prehoda so kmalu prišli v konflikt z bamberškimi škofi, ki so bili bogati v okolici. Poskušali so jih diskreditirati kot roparske viteze. 
Gospodje iz Roža so si v 12. in 13. stoletju pridobili pomembne fevdne posesti in tako ustanovili pomembno gospostvo in okrajno sodišče. Potem ko je moška linija plemiške družine leta 1318 izumrla, je grad prišel v posest tujih plemiških družin, ki so vsaka imenovale lokalne upravitelje. Po izumrtju gospodov iz Roža, je del gradu leta 1335 prešel v fevd štajerski liniji družine Wallsee. Drugi del je imel v lasti Hartnid Ptujski, sorodnik gospodov iz Roža. Ko je leta 1363 umrl Eberhard VIII. Wallseejski, je Hartneid podedoval preostanek gospostva. Friderik IX. Ptujski je bil zadnji član te družine. Umrl je leta 1438, Rožek pa je kot del dediščine prešel v last njegove hčerke, Ane, grofice Schaunberške. Leta 1478 so Turki opustošili okolico, vendar se je grad uspešno uprl in zaščitil prebivalstvo, ki je zbežalo za njegovo obzidje. Grof Jurij Schaunberški je leta 1501 kompleks prodal Lenartu Hodiškemu, salzburškemu knezu-nadškofu. Rožek je nato prešel v last gospodov Perkheimskih in nato s poroko v roke Jurija Ahaca Losensteinskega. Po letu 1622 naj bi bil prodan Rudolfu, grofu von Raitenau, bratu salzburškega knezu-nadškofa Wolfa Dietricha von Raitenaua. Naslednja lastnika sta bila Adam Seyfried, baron Aichelburški (1656) in Jurij Nikolaj, grof Rosenberg (1686). Pridobitev Rožeka s strani družine Rosenberg obeležuje grbovni kamen, prvotno vzidan nad prvimi grajskimi vrati in danes ob župnijski cerkvi v Rožeku. Zadnja večja prenova kompleksa je bila izvedena po požaru malo pred letom 1688.  
Grofje Orsini-Rosenbergi so grad vzdrževali, tudi po tem, ko je grof Franz Xaver Wolfgang von Orsini-Rosenberg leta 1772 v dolini severno od grajskega hriba zgradil graščino Rožek, ki naj bi nadomestila grad kot sedež oblasti. Grad je bil leta 1801 še vedno naseljen.
Med francoskimi vojnami je bil leta 1801 okoli vznožja hriba zgrajen zid z uporabo kamnov iz gradu. Ko so leta 1806/07 potrebovali gradbeni material za nov stolp župnijske cerkve v Rožeku, je knez Orsini-Rosenberg vaščanom dovolil uporabiti kamenje iz starega gradu. Leta 1813 so Francozi vas poškodovali in ostanke gradu še dodatno porušili. Le grajski stolp je ostal večinoma nedotaknjen. Leta 1829 je Peter vitez von Bohr pridobil Rožek in tam od leta 1830 naprej gradil živalski vrt. Že leta 1833 je posestvo Rožek prešlo v last kneza Janeza Liechtensteinskega. Ruševine, grad in živalski vrt so še danes v lasti njegovih potomcev.

## Opis stavbe
Od nekdanjega obsežnega grajskega kompleksa so na severni strani še vedno ohranjeni ostanki romanskega stolpa, ki je bil opuščen konec 19. stoletja zaradi domnevne dotrajanosti. Ohranili so se tudi veliki deli zunanjega obrambnega obzidja in njegovi majhni, polkrožno oblikovani, štrleči obrambni stolpi. Izvirajo iz poznogotskega obdobja. Velika dvorana, zavarovana z notranjim okroglim obzidjem, je stala na najvišji točki grajskega hriba. Razen nekaj ostankov je popolnoma izginila. Kamenje iz okoliških gospodarskih poslopij je bilo verjetno uporabljeno predvsem kot kamnolom med gradnjo obzidja živalskega vrta. Večina tega obzidja še danes obstaja. Ohranil se je tudi klinasto oblikovan, štrleči bastion.